# Museum Brawijaya
Das Museum Brawijaya ist ein Kriegsmuseum in Malang in Indonesien. Im Museum werden historische Objekte des indonesischen Unabhängigkeitskampfes und militärische Entwicklungen in den Jahren danach ausgestellt.

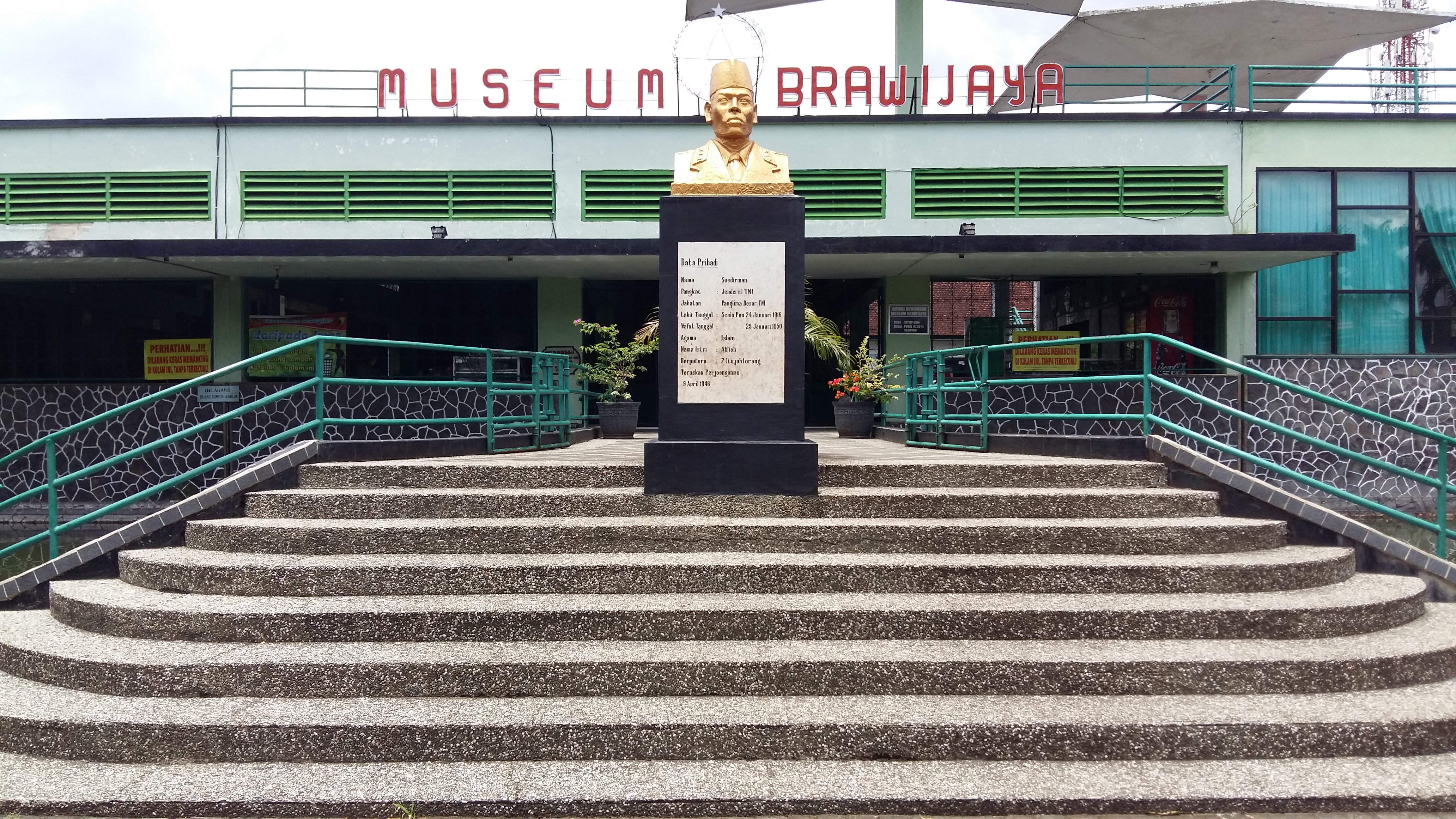
Eingangsbereich des Brawijaya-Museums

## Hintergrund
Die Initiative für den Bau des Museums kam vom Brigadegeneral Surachman, der ehemalige regionale Militärbefehlshaber in den Jahren 1959–1962. Diese Idee wurde von der Regierung Malangs genehmigt und eine Fläche von 10.500 m² wurde für das Museum zur Verfügung gestellt. Die Hotelinhaberin Martha aus Pandaan leistete die finanzielle Unterstützung für das Projekt. Als Architekt wurde Kommandant Soemardi engagiert. Der Bau begann im Jahr 1967 und endete im Jahr 1968. Der Name Brawijaya wurde in Anlehnung an den Namen der Streitkräfte Jawa Timurs am 16. April 1986 bestimmt. Der Slogan des Museums lautet „Citra Uthapana Cakra“, das so viel wie „Licht, das den Geist erweckt“ bedeutet. Die Einweihung des Museums fand am 4. Mai 1968 statt.

## Aufteilung
Das Museum Brawijaya ist in fünf Bereiche aufgeteilt: Vorgarten, Empfangshalle, Innenhof und zwei Ausstellungsräume.

### Vorgarten
Im Vorgarten befindet sich der Agne Yastra Loka, der sogenannte Waffengarten. Hier werden die Waffen ausgestellt, mit denen die Einheimischen gegen die Kolonialregierung von Niederländisch-Indien für die Unabhängigkeit kämpften. Ein Ausstellungsstück ist ein Typ 97 Chi-Ha-Panzer, der den japanischen Besatzern in Surabaya entwendet wurde und bei der anschließenden Schlacht von Surabaya zum Einsatz kam. Ebenfalls von den Japanern entwendet wurde das Ausstellungsstück 25-mm-L/60-Kanone Typ 96. Ein weiteres Ausstellungsstück im Vorgarten ist die QF 3.7-inch AA-Kanone, die den niederländischen Truppen 1945 geraubt wurde. Sie trägt den Spitznamen Si Buang, benannt nach dem Unteroffizier Buang, der bei dem Einsatz ums Leben kam.

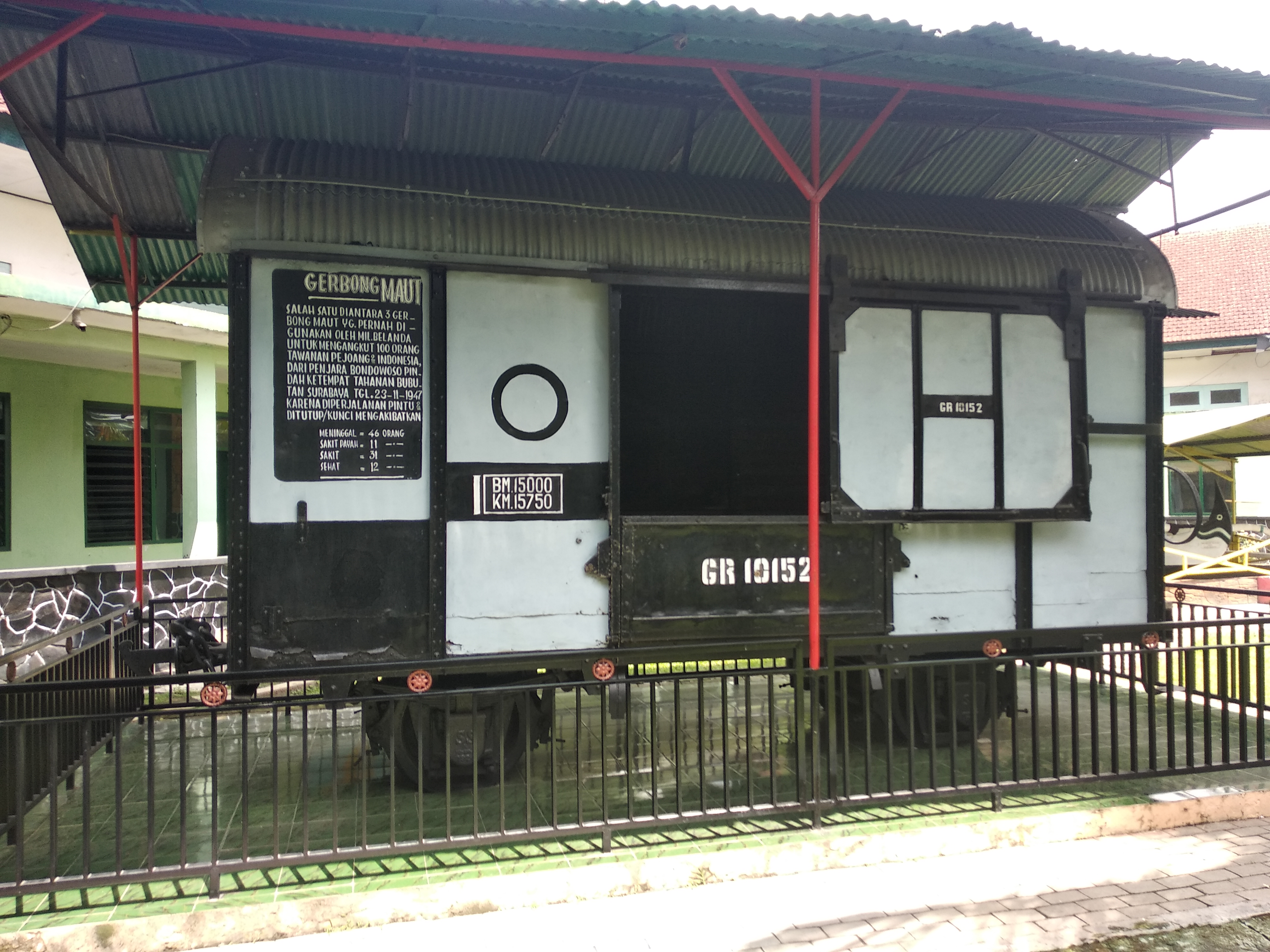
Wagon des Todeszuges Gerbong Maut

### Empfangshalle
Die Empfangshalle zieren zwei Reliefs. Im Süden der Halle wird das Majapahit-Reich gezeigt und im Norden die Regionen, in denen die Truppen des König Brawijayas im Einsatz waren.

### Innenhof
Im Innenhof sind zwei Objekte ausgestellt. Zum einen der Bondowoso-Todeszug Gerbong Maut und das Boot Perahu Segigir.

### Ausstellungsraum 1
Hier werden die Objekte aus dem Unabhängigkeitskampfs von 1945–1949 gezeigt.

### Ausstellungsraum 2
Im zweiten Ausstellungsraum werden Objekte aus der Zeit nach dem Unabhängigkeitskampf ausgestellt, beispielsweise der erste Computer der Finanzabteilung des regionalen Militärkommandos Kodam V/Brawijaya in der Provinz Jawa Timur.